# Коленберг, Лазарь Львович
Ла́зарь Льво́вич (Ле́йбович) Ко́ленберг (17 апреля 1905, Николаев — 21 ноября 1988, Киев) — бывший красноармеец, убивший бывшего белогвардейского генерал-лейтенанта Якова Слащёва. Странные обстоятельства убийства и отсутствие какого-либо наказания преступника привели к тому, что ряд исследователей не исключают, что Коленберг выполнял приказ и был агентом ОГПУ.

## Биография
Родился в 17 апреля 1905 года в Николаеве. Учился в Николаевском городском училище, но не окончил его. В 1920 году начал работу учеником на обувной фабрике. Утверждал, что участвовал в 15 лет в боях с врангелевцами, добровольно вступив в ряды РККА в июне 1920 года, однако свидетельских подтверждений этому предоставить не мог.
7 ноября 1919 года в Николаеве на центральной площади города по приказу генерала Слащёва был казнён его родной брат Григорий (Герш) Коленберг, и 60 других красных подпольщиков, за подготовку выпуска большевистской прокламации. Это якобы впоследствии и послужило мотивом убийства Слащёва Коленбергом.
В 1921 году в Николаеве начал обучение на 47-х пехотных командных курсах, а в 1922 году продолжил обучение в 5-й Киевской пехотной школе, которую окончил в 1924 году. Был командиром взвода в 8-м Туркестанском стрелковом полку и в 1924—1925 гг. воевал с басмачами, где был ранен в голову. Впоследствии был переведён в 288-й стрелковый полк в Немирове, где служил до конца 1926 года, после чего демобилизовался и уехал в Москву.
В течение следующих трёх лет Коленберг часто менял места проживания — Ленинград, Винница, Немиров, Киев, Москва. Работал кассиром, надзирателем, агентом уголовного розыска, опять был курсантом Московской пехотной школы имени М. Ю. Ашенбреннера и И. С. Уншлихта, служил в военизированной охране. По предположению историка А.В. Ганина, такая частая смена мест жительства и профессий свидетельствует о вероятном сотрудничестве с ОГПУ в качестве агента.

### Убийство Слащёва
Слащёв был одиозной и неоднозначной фигурой. В 33 года получил генеральское звание у белых. За феноменально успешную защиту Крыма до подхода главных сил получил от Врангеля почётную приставку к фамилии — «Крымский». На Первой мировой и Гражданской войнах был ранен семь раз. Его действия всегда были решительными и жестокими, он казнил и пытал врагов и по-отечески относился к своим войскам, благодаря невероятной харизме и обаянию был предметом обожания у своих солдат. В Крыму Слащёв рассорился с Врангелем, в эмиграции разногласия усилились. В 1921 году Слащёв написал покаянное обращение к эмигрантам с призывом подчиниться Советской власти и возвратиться на родину, был амнистирован и вернулся в Советскую Россию. Позднее Слащёв стал военспецом и начал преподавательскую работу в Москве.
Из материалов следственного дела следует, что Коленберг в сентябре 1928 года был командирован винницким военкоматом в Московскую пехотную школу им. Ашенбренера и Уншлихта. Через два месяца он был демобилизован и поступил в военизированную охрану. 15 декабря 1928 года осуществил поездку в Киев, где у его сестры С. Л. Дайн был спрятан пистолет системы «Парабеллум». Коленберг вернулся в Москву из Киева 9 января и за городом проверил работоспособность пистолета.
Коленберг брал у Слащёва частные уроки военной тактики, причём жена Слащёва Нина Нечволодова на следствии утверждала, что Слащёв отмечал некую странность в поведении Коленберга — тот был очень слаб в тактике, но приносил Слащёву отлично выполненные домашние задания, которые выполнял кто-то намного более сильный в тактике, чем Коленберг.
11 января 1929 года, в день рождения Слащёва, Коленберг пришёл к нему на квартиру около 19 часов с «Парабеллумом» в полевой сумке. Через полчаса после начала занятия Коленберг выхватил пистолет и сказал: «Довольно играть комедию! Вот тебе за то, что расстреливал, вешал и расстрелял моего брата!» И выстрелил Слащёву в грудь, после чего тот упал на пол со стула. На звук выстрела в комнату вбежала жена Слащёва: увидев вооруженного убийцу, она тут же выбежала.
Коленберг, увидев, что Слащёв подаёт признаки жизни, выстрелил ему в спину и в затылок, после чего, разрядив пистолет, стал ждать прихода людей. На месте убийства следствием были найдены три гильзы, один боевой патрон от пистолета системы «Парабеллум» и записка, в которой было написано: «За то, что 11/1919. Площадь в г. Николаеве».

### Суд и жизнь после суда
Психиатрической экспертизой у Коленберга было установлено «тяжелое расстройство нервной системы», и тот был признан невменяемым в отношении совершенного преступления. В постановлении о прекращении дела указано, что «мысль о мести неотступно преследовала Коленберга… Идея мести приобрела характер навязчивой идеи. Коленберг чрезвычайно болезненно воспринимал то положение, в котором он находился и на врангелевском, и на туркестанском фронтах, когда фактически не имел возможности осуществить принятое им решение о мести (вдали от Слащёва)».
Предложение второго заместителя председателя ОГПУ Г. Г. Ягоды прекратить дело было одобрено решением Политбюро ЦК ВКП(б) от 25 июня 1929 года и Коленберга освободили, причём ни на какое лечение Коленберг не направлялся. На основании ст. 322 Уголовно-процессуального кодекса РСФСР дело в отношении Коленберга прекратили и сдали в архив.
В 1941 году в Киеве был мобилизован. Служил в батальоне аэродромного обслуживания и на авиатехническом складе в Среднеазиатском военном округе в звании техника-лейтенанта. После демобилизации в феврале 1946 года проживал в Киеве. В 1985 году Коленберг был награжден орденом Отечественной войны II степени.
Умер в Киеве 21 ноября 1988 года.